# Tarif réglementé et transitoire d'ajustement au marché
Le Tarif réglementé et transitoire d'ajustement au marché ou Tartam est un tarif spécial d'achat de l'électricité accordé dans certaines conditions en France, dans le cadre de l'ouverture à la concurrence du marché de l'électricité, jusqu'à la date de mise en œuvre du dispositif d' « Accès régulé à l'électricité nucléaire historique » (ARENH) prévu par la loi NOME du 7 décembre 2010.

## Fonction
Ce tarif permet aux entreprises qui ont souscrit un contrat de fourniture d'électricité au prix de marché de revenir au tarif réglementé - si elles le souhaitent - et de retrouver un tarif éventuellement plus avantageux, fixé par l'État.

## Historique
Le tarif réglementé transitoire d’ajustement du marché est mis en place fin 2006. Ce dispositif permettait alors aux consommateurs non résidentiels ayant exercé leur éligibilité de revenir à un tarif réglementé pour une durée de deux ans au maximum.
L'accès à ce tarif a été prolongé jusqu'au 30 juin 2010, puis jusqu'au 31 décembre de la même année. Enfin, la loi portant nouvelle organisation du marché de l’électricité ou loi NOME a prolongé cette durée jusqu’à la mise en place effective du dispositif d’accès régulé à l’électricité nucléaire historique (ARENH) qui a eu lieu le 1er juillet 2011.  
Le dernier niveau retenu pour le tarif Tartam a été fixé par un arrêté du 31 août 2010.